# Pierwszy rząd Umara Karamiego
Pierwszy rząd Umara Karamiego – rada ministrów Republiki Libańskiej funkcjonująca od grudnia 1990 r. do maja 1992 r.
W 1990 roku zgodnie z porozumieniem z Taif wprowadzono poprawki do konstytucji dające większą władzę muzułmanom. 24 grudnia 1990 powstał rząd jedności narodowej na czele z prosyryjskim sunnitą Umarem Karamim. W skład gabinetu weszło 30 osób. Wśród członków rady ministrów znaleźli się przywódcy sześciu czołowych milicji z okresu wojny domowej. Brak było natomiast przedstawiciela Hezbollahu, a Samir Dżadża, lider chrześcijańskich Sił Libańskich zrezygnował ze stanowiska w proteście przeciwko syryjskiej okupacji. 

## Skład
| Stanowisko                                 | Imię i nazwisko                       | Stanowisko           | Partia                                  |
| Premier                                    | Umar Karami                           | Sunnita              | niezależny                              |
| Minister spraw wewnętrznych                | Sami al-Chatib                        | Sunnita              | niezależny                              |
| Minister zdrowia Minister spraw socjalnych | Dżamil Kebbe                          | Sunnita              | niezależny                              |
| Sekretarz stanu ds. reformy administracji  | Zaher al-Chatib                       | Sunnita              | niezależny                              |
| Minister przemysłu i ropy                  | Mohamad Dżarudi                       | Sunnita              | niezależny                              |
| Sekretarz stanu                            | Nazih Bizri                           | Sunnita              | niezależny                              |
| Minister finansów                          | Ali al-Chalil                         | Szyita               | niezależny                              |
| Minister rolnictwa                         | Mohsen Dalloul                        | Szyita               | Socjalistyczna Partia Postępu           |
| Minister zasobów wodnych i elektryczności  | Mohammad Jusuf Bejdun                 | Szyita               | niezależny                              |
| Minister mieszkalnictwa                    | Mohammad Abdel-Hamid Bejdun           | Szyita               | Ruch Amal                               |
| Sekretarz stanu                            | Nabih Berri                           | Szyita               | Ruch Amal                               |
| Sekretarz stanu                            | Abdallah Amin                         | Szyita               | Partia Baas                             |
| Minister ekonomii i handlu                 | Marwan Hamadeh                        | Druz                 | Socjalistyczna Partia Postępu           |
| Minister turystyki                         | Talal Arslan                          | Druz                 | niezależny                              |
| Sekretarz stanu                            | Walid Dżumblatt                       | Druz                 | Socjalistyczna Partia Postępu           |
| Minister telekomunikacji                   | Georges Saade                         | Katolik-Maronita     | Falangi Libańskie                       |
| Minister edukacji i sztuk pięknych         | Butrus Harb                           | Katolik-Maronita     | niezależny                              |
| Sekretarz stanu                            | Samir Dżadża (zrezygnował); Roger Dib | Katolik-Maronita     | Siły Libańskie                          |
| Sekretarz stanu                            | Sulajman Farandżijja                  | Katolik-Maronita     | Brygada Marada                          |
| Sekretarz stanu                            | Elie Hobeika                          | Katolik-Maronita     | Hizb al-Waad                            |
| Minister spraw zagranicznych               | Fares Boueiz                          | Katolik-Maronita     | niezależny                              |
| Wicepremier Minister obrony                | Michel Murr                           | Prawosławny          | niezależny                              |
| Sekretarz stanu                            | Assad Hardan                          | Prawosławny          | Syryjska Partia Socjal-Nacjonalistyczna |
| Sekretarz stanu                            | Nicolas al-Churi                      | Prawosławny          | niezależny                              |
| Minister pracy                             | Michel Sassine                        | Prawosławny          | Narodowa Partia Liberalna               |
| Sekretarz stanu ds. transportu             | Szawki Fachuri                        | Prawosławny          | niezależny                              |
| Minister informacji                        | Albert Mansur                         | Katolik-Melchita     | niezależny                              |
| Minister robót publicznych i transportu    | Nadim Salem                           | Katolik-Melchita     | niezależny                              |
| Minister sprawiedliwości                   | Chatczik Babikian                     | Prawosławny Ormianin | Dasznak                                 |
| Sekretarz stanu ds. środowiska             | Hagop Jokhadarian                     | Katolik-Ormianin     | niezależny                              |